# Équipe cycliste Savings & Loans
L'équipe cycliste Savings & Loans est une équipe cycliste australienne, active entre 2006 et 2009. Durant son existence, elle participe aux circuits continentaux de cyclisme et en particulier l'UCI Oceania Tour, avec une licence d'équipe continentale.

## Classements UCI
L'équipe participe aux circuits continentaux et principalement à des épreuves de l'UCI Oceania Tour. Les tableaux ci-dessous présentent les classements de l'équipe sur les différents circuits, ainsi que son meilleur coureur au classement individuel.
UCI Asia Tour
| Saison | Classement par équipes | Meilleur coureur au classement individuel |
| ------ | ---------------------- | ----------------------------------------- |
| 2009   | 7e                     | Jai Crawford (10e)                        |

UCI Europe Tour
| Saison | Classement par équipes | Meilleur coureur au classement individuel |
| ------ | ---------------------- | ----------------------------------------- |
| 2009   | 125e                   | Timothy Roe (1079e)                       |

UCI Oceania Tour
| Saison | Classement par équipes | Meilleur coureur au classement individuel |
| ------ | ---------------------- | ----------------------------------------- |
| 2006   | 4e                     | Russell Van Hout (6e)                     |
| 2007   | 4e                     | David Pell (3e)                           |
| 2008   | 3e                     | David Pell (8e)                           |
| 2009   | 6e                     | David Pell (14e)                          |

## Saison 2009

### Effectif
| Cycliste         | Date de naissance | Nationalité | Équipe 2008     |
| ---------------- | ----------------- | ----------- | --------------- |
| Brett Aitken     | 25.01.1971        | Australie   |                 |
| Jai Crawford     | 04.08.1983        | Australie   | Trek-Marco Polo |
| William Dickeson | 26.03.1983        | Australie   |                 |
| Brad Edmunds     | 22.08.1982        | Australie   |                 |
| Russell Gill     | 13.05.1987        | Australie   |                 |
| Luke Knox        | 09.10.1989        | Australie   | Néo-pro         |
| Chris Luxton     | 08.05.1975        | Australie   |                 |
| Joel Pearson     | 21.03.1983        | Australie   |                 |
| David Pell       | 09.06.1980        | Australie   |                 |
| Steven Robb      | 03.08.1986        | Australie   | Kuota-Senges    |
| Andrew Roe       | 05.05.1987        | Australie   | Néo-pro         |
| Timothy Roe      | 28.10.1989        | Australie   |                 |
| Michael Stallard | 20.11.1976        | Australie   | Néo-pro         |
| Russell Van Hout | 15.06.1976        | Australie   |                 |

### Victoires
| Date       | Course                                 | Pays             | Classe | Vainqueur    |
| ---------- | -------------------------------------- | ---------------- | ------ | ------------ |
| 23/01/2009 | 3e étape du Tour de Wellington         | Nouvelle-Zélande | 2.2    | Jai Crawford |
| 24/01/2009 | 5e étape du Tour de Wellington         | Nouvelle-Zélande | 2.2    | Joel Pearson |
| 25/01/2009 | 7e étape du Tour de Wellington         | Nouvelle-Zélande | 2.2    | David Pell   |
| 25/04/2009 | 7e étape du Jelajah Malaysia           | Malaisie         | 2.2    | Timothy Roe  |
| 26/04/2009 | Classement général du Jelajah Malaysia | Malaisie         | 2.2    | Timothy Roe  |
| 10/06/2009 | 6e étape du Tour de Corée              | Corée du Sud     | 2.2    | Timothy Roe  |
| 11/06/2009 | 7e étape du Tour de Corée              | Corée du Sud     | 2.2    | Timothy Roe  |